# C. A. 반 퍼거슨

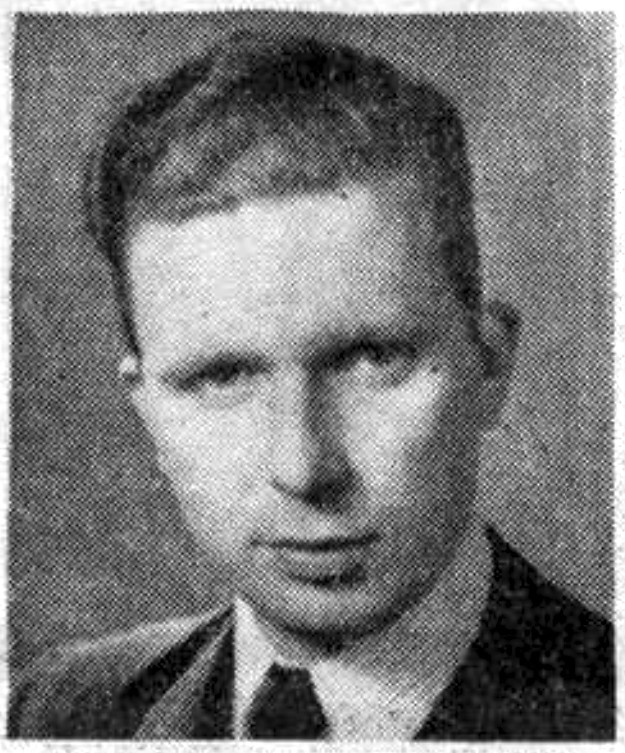

코넬리우스 A. 반 퍼슨(네덜란드어: Cornelis Anthonie van Peursen, 1920년 7월 8일 - 1996년 10월 19일)은 네덜란드의 철학자이자 신학자이다. 과학과 철학 분야에서 중요한 활동을 했다.

## 신학
라이덴 대학교에서 법학을 공부하고 1948년 철학박사를 받았다. 암스트르담 자유대학교에서 지식이론과 과학연구를 강의하였다. 네덜란드의 신학자들 헤르만 리델보스, 베르까우어, 헤리 까테르트 그리고 헤르만 베르신가와 같은 학자들로부터 영향을 받고 개혁신학의 입장에 있다.

## 문화관
그는 문화를 어떤 고정된 상태나 종착점으로 보지 않고 하나의 이정표 혹은 과제로 보고 있다. 따라서 현재의 문화는 인간 발전의 한 단계로 이어져 가고 있는 이야기의 한 부분이기 때문에 미래의 문화 발전을 보여주는 지도의 의미로 문화 발전 모형을 주장한다. 그는 문화전략 면에서 두드러진 특징을 보인 3단계의 발전 모형, 즉 신비로운 힘에 인간이 사로잡혀 있는 것으로 생각하는 태도인 신화적 단계, 인간이 자립적으로 사태를 연구하는 태도인 존재론적 단계, 그리고 현대인들이 점점 취하기 시작하는 사고 태도인 기능적 단계를 제시하면서, 이러한 문화 모형은 우리 자신의 문화를 비판적으로 판단하고 현대 문화가 걸어갈 길을 우리 스스로 조종할 수 있는 도구를 제공하는 길이라고 확신한다. 그는 과학과 철학의 밀접한 관계를 주장한다.
그는 문화의 개념을 광의의 개념과 협의의 개념으로 이해한다. 최용준에 따르면 협의적으로는 문화를 인간의 정신적 산물로만 파악하는데, 가령 예술, 철학, 과학, 윤리, 정치 및 종교와 같은 영적이고 정신적인 것에 한정시킨다. 넓은 의미로 문화란 자연을 변화(transforming nature)시키는 것으로, 인간은 동물과는 달리, 자연을 객관화하고 연구대상으로 삼아 이를 변화, 발전시킨다는 것이다. 그의 문화관은 자연을 인위적으로 개발 발전하는 과정의 모든 인간적인 산물로 본다. 인간활동의 결과로 본다.